# البرمجة المتقدمة
مجموعة أخصائي البرمجة المتقدمة (APSG) هي مجموعة متخصصة (SG) لجمعية الحاسبات البريطانية (BCS). عقدت أول اجتماع لها، عندما تمت الإشارة إليها باسم «مجموعة دراسة BCS رقم 5» ، في بيشوب هاوس، هاي هولبورن، لندن WC1 ، إنجلترا في 17 ديسمبر 1959. وقد اجتمعت بشكل مستمر في لندن منذ ذلك الحين، بشكل عام في الخميس الثاني من الأشهر من أكتوبر إلى مايو من كل عام.
تسعى APSG لاستكشاف تطورات جديدة في لغات البرمجة، وبيئات وقت التشغيل، وأدوات البرمجة، ومعالجات متعددة المراكز، ومنصات الهاتف المحمول وواجهات المستخدم النهائي التي تعتبر مهمة لتطبيقات اليوم الواقعية.
الرؤساء السابقون للمجموعة هم Ewart Willey (الرئيس الأول 1959-1974) ، الأستاذ بيتر كينغ (1974-1980) ، Peter Prowse (1980-1982) ، البروفيسور جون فلورنتين (1982-2010) ، البروفيسور جيف شارمان (2010) -2014) ، وروب باكوود (2014-2016). الرئيس الحالي هو البروفسور Algirdas Pakštas.
من وقت لآخر، تعقد المجموعة اجتماعات مشتركة مع SGS وفروع BCS الأخرى، على سبيل المثال: [بحاجة لمصدر]
- فبراير 2013 ، مع Enterprise Architecture SG ، ما هي بنية المؤسسات؟
- يناير 2013 ، مع الجوانب الرسمية (BCS-FACS), ، الاستخدامات الصناعية للطرق الرسمية
- مايو 2010 ، مع Fortran SG ، البرمجة المتوازية في Fortran مع Coarrays
- يناير 2010 مع Computer Conservation Society ، الذكرى السنوية الخمسين لنشر تقرير Algol 60
- أكتوبر 2006 ، Computer Conservation Society ، أول 35 سنة من برنامج IBM Hursley
- تشرين الثاني / نوفمبر 2005 ، مع الجوانب الرسمية ٍSG BCS-FACSٍ، منطق الفصل

## روابط خارجية
- - APSG website